# Svavelgul slöjskivling
Svavelgul slöjskivling (Hypholoma acutum) är en svampart som först beskrevs av Mordecai Cubitt Cooke, och fick sitt nu gällande namn av E. Horak 1971. Hypholoma acutum ingår i släktet Hypholoma och familjen Strophariaceae.   Inga underarter finns listade i Catalogue of Life.
I den svenska databasen Dyntaxa används istället namnet Hypholoma fasciculare för samma taxon.  Arten är reproducerande i Sverige.
Den är brännande skarp i smaken och är svagt giftig med illamående och kräkningar om man av misstag lyckas äta den. 

## Beskrivning
Storleken på hatten varierar mellan 2 och 7 cm, skaftet är mellan 4 och 10 cm långt. Färgen på hatten är svavelgul, med en rödbrun spets. Hos unga exemplar kan det finnas trådiga hyllet på hatkant, som är gula till färgen. Skivorna är svavelgula och ligger tätt intill varandra, men blir mörkare när sporerna mognar. Arten har en gul fot.

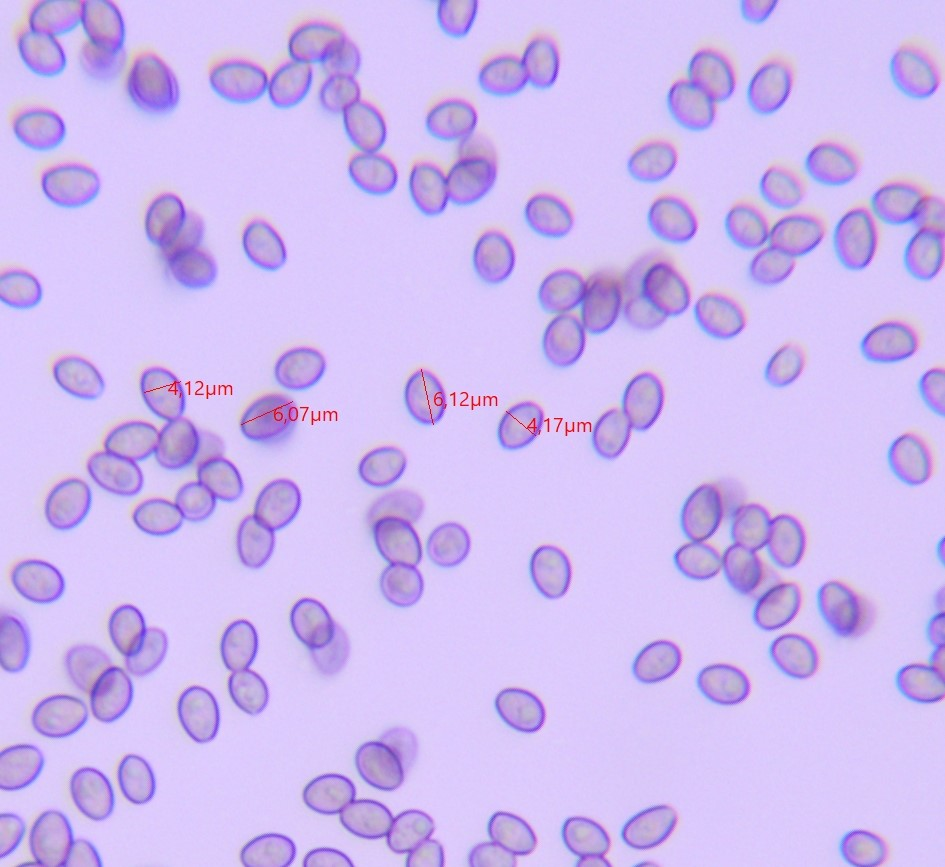
Sporena av Svavelgul slöjskivling

### Mikroskopisk beskrivning
Sporerna är lila-svarta till färgen. Sporerna är 6-8 × 4-4,5 μm stora och har formen av ett ägg.

## Ekologi
Arten är saprotrofisk och växer på stubbar av död ved i täta grupper. Arten förekommer mellan april och november.
1. ↑  sensu Berkeley; fide Segedin & Pennycook (2001) ”CABI databases”. http://www.speciesfungorum.org. Läst 24 januari 2013.
2. ↑  P.A. Saccardo (1887) , In: Syll. fung. (Abellini) 5:841
3. ↑  Cooke (1886) , In: Grevillea 14(no. 72):129
4. ↑  sensu Massee; fide Segedin & Pennycook (2001) ”CABI databases”. http://www.speciesfungorum.org. Läst 24 januari 2013.
5. ↑  E. Horak (1971) , In: N.Z. Jl Bot. 9(3):405
6. 1 2  Bisby F.A., Roskov Y.R., Orrell T.M., Nicolson D., Paglinawan L.E., Bailly N., Kirk P.M., Bourgoin T., Baillargeon G., Ouvrard D. (red.) (12 mars 2011). ”Species 2000 & ITIS Catalogue of Life: 2011 Annual Checklist.”. Species 2000: Reading, UK. http://www.catalogueoflife.org/annual-checklist/2011/search/all/key/hypholoma+acutum/match/1. Läst 24 september 2012.
7. ↑  Species Fungorum. Kirk P.M., 2010-11-23
8. 1 2  Dyntaxa Hypholoma acutum
9. ↑  Holmberg, Pelle (2014). Nya Svampboken
10. ↑  Bacon, Josephine (2020). Svampguiden: lär dig känna igen 150 svampar. Tukan förlag. sid. p 152. ISBN 978-91-7985-118-7. Läst 21 december 2024